# Dixoniellaceae
Dixoniellaceae, malena porodica crvenih algi smještena u vlastiti red Dixoniellales. Priznate su svega dvije vrste unutar dva monotipska roda. Ime je došlo po rodu Dixoniella.

## Rodovi
1. Bulboplastis A.Kushibiki, A.Yokoyama, M.Iwataki, J.Yokoyama, J.A.West & Y.Hara
2. Dixoniella J.L.Scott, S.T.Broadwater, B.D.Saunders, J.P.Thomas & P.W.Gabrielson